# Solonggod L. Chilunbaatur

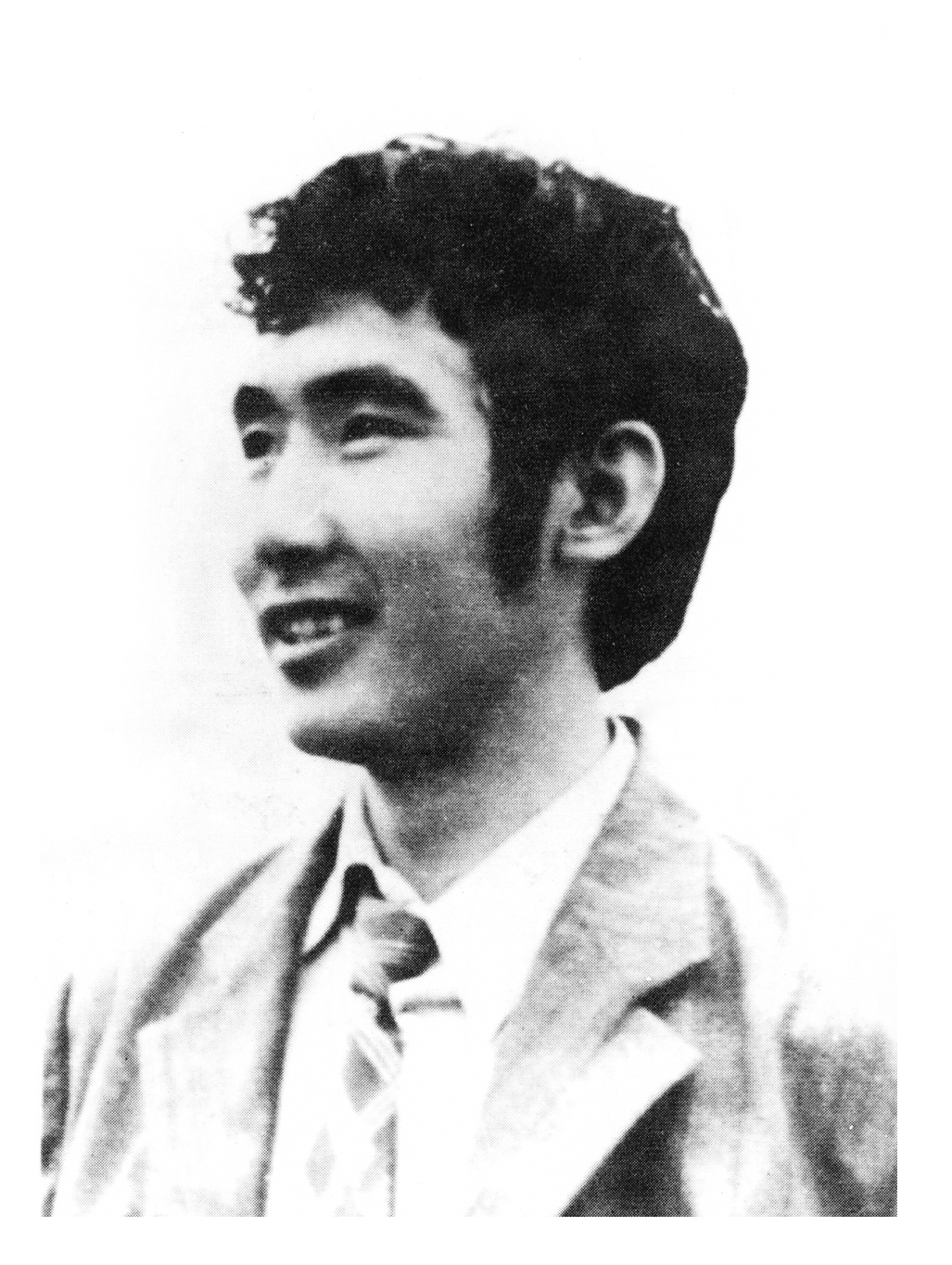
Solonggod L.Chilunbaatur 1983

Solonggod L. Chilunbaatur, auch Solongɣod L • Čilaɣunbaɣatur, Solonggod L. Chuluunbaatar (mongolisch ᠰᠣᠯᠣᠩᠭᠣᠳ ᠯ • ᠴᠢᠯᠠᠭᠤᠨᠪᠠᠭᠠᠲᠤᠷ. kyrillisch Солонгод Л.Чулуунбаатар * 20. Januar 1955; † 17. April 1986) war ein mongolischer Musiker.

## Leben
Er wurde im Dezember 1955 in der Bulag-Steppe des Ordos-Gebietes der Inneren Mongolei (VR China) als erster Sohn von fünf Kindern von Solonggod, Lohsal und seiner Ehefrau Lonton geboren. Dem gebildeten Hirten Solonggod, Lohsal war die Bildung seiner Kinder wichtig. So schickte er L. Chilunbatur mit sieben Jahren in die Grundschule. Seine Mutter beschrieb ihn als ein tüchtiges und interessiertes Kind, das schon seit klein auf Singen, Tanzen und Schreiben liebte.

## Schulbildung
Er begann 1972 sein Musik-Studium in der Hauptstadt der Inneren Mongolei, Hohhot. In dieser Zeit konnte er sich der intensiven Beschäftigung mit mongolischen Standardwerken, westlicher Lyrik, Musik und westlichen Komponisten wie Ludwig van Beethoven widmen. Außerdem begann er selbst mit dem Schreiben von Gedichten, Liedern und Kompositionen. Er lerne gleichzeitig Klavier spielen. Zu seinen Lieblingsdichtern zählten moderne mongolische Dichter (aus der Mongolei) wie Begziin Jawuuchulan (mongolisch Бэгзийн Явуухулан), Dendewiin Pürewdordsch, Bawuugiin Lchagwasüren (* 1944; † 2019)  aus der Äußeren Mongolei, die dort große Anerkennung fanden. Auch Bei Dao (chinesisch 北岛, geb. 1949), der die chinesische „Nebeldichtung“ (朦胧诗，Obskure Lyrik) begründete, war ein von Chilunbatur verehrter chinesischer Lyriker. Zu den westlichen Idolen zählten Dante Alighieri, dessen „Göttliche Komödie“ er mit seinem Bruder aus dem kyrillisch-mongolischen ins uighurisch-mongolische transkribiert hatte und Ludwig van Beethoven, den er sogar modisch nachahmte.

## Karriere
Nach seinem Studium arbeitete Solonggod L. Chilunbaatur zunächst zwei Jahre lang als Sänger in dem Ensemble der Tänze und Lieder der Rundfunkanstalt der Inneren Mongolei. Danach erhielt er dort eine Stelle als Musikredakteur und später als erster Moderator der mongolischen Literatur- und Kunstsendung „Blumenfeld“ ᠴᠡᠴᠡᠭ ᠊ᠤᠨ ᠬᠦᠷᠢᠶᠡᠯᠡᠩ. Zur gleichen Zeit veröffentlichte er seine Werke in diversen mongolischen Zeitungen und Zeitschriften. Mitte der 80er Jahre hatte er bereits die Anerkennung vieler Leser gewonnen. Seine Gedichte wurden als modern und dem Zeitgeist entsprechend empfunden.
Im Jahre 1982 heiratete er seine Freundin Eilen und 1984 wurde der gemeinsame Sohn Solonggod Adangga geboren.
Am 17. April 1986 verstarb er mit 31 Jahren im Schlaf. Eindeutige Ursachen für seinen Tod sind nicht geklärt.

## Das Charakteristikum seines Stils
Die Besonderheit seiner kraftvollen Gedichte liegt nach Kritikermeinung darin, dass sie Tradition und Innovation geschickt verbinden und dass das Bewusstsein der Moderne und die Minderheitentradition ineinander integriert werden. Das Charakteristikum seines Stils ist, dass er drei zentrale Aspekte, nämlich das ästhetische Element, den philosophischen Gedanken und die logischen Gesetze in seinen Gedichten vereint und diese zudem musikalisch rhythmisch unterlegt. B. Burinbuke（* 26. Februar 1928; † 10. November 2009）sagt im Vorwort des Gedichtbands „Sonate der Gedanken“ (mongolisch), dass Chilunbaturs Gedichte einen sauberen Rhythmus vorweisen und dass er geschickt Redewendungen, ästhetische Gedanken sowie philosophische Logik miteinander vereine. Man erkenne in jedem seiner Gedichte ein eigenes Verständnis von den Dingen, eigenständige Überlegungen und eigene Kreationen. Anders als viele Dichter, schaffe es Chilunbatur, das Gedicht richtig zu verstehen und es mit tiefem Inhalt zu füllen.

## Gesamtwerk
Wegen der Darstellung der mongolischen Identitätsstiftung in seinen Werken wurde in China zwischen 1983 und 1986 in den meisten Fällen verboten zu veröffentlichen. Das Gesamtwerk von Solonggod L. Chilunbaatur wurde von seinen Gebrüdern Solonggod L. Hurcabaatur und Solonggod L. Hasbaatur im Jahre 2014 in vier Bänden in der klassisch mongolischen Sprache in Deutschland veröffentlicht. Außerdem wurde im Jahre 2000 ein Buch mit seinen Gedichten von Herrn Hadaqi Gang 哈达奇·刚 mit dem Titel „Sonate der Gedanken“ (ᠣᠢ ᠵᠢᠨ ᠳᠤᠭᠤᠷᠠ) mit neutralem Gedankengut herausgegeben wurde. Einige seiner Gedichte wurden in einem Sammelband mit dem Titel „Sohn der mongolischen Mütter“ ᠮᠣᠩᠭᠣᠯᠯ ᠡᠵᠢ ᠵᠢᠨ ᠬᠦᠦ im Jahre 1994 von R. Tümenüljei veröffentlicht.

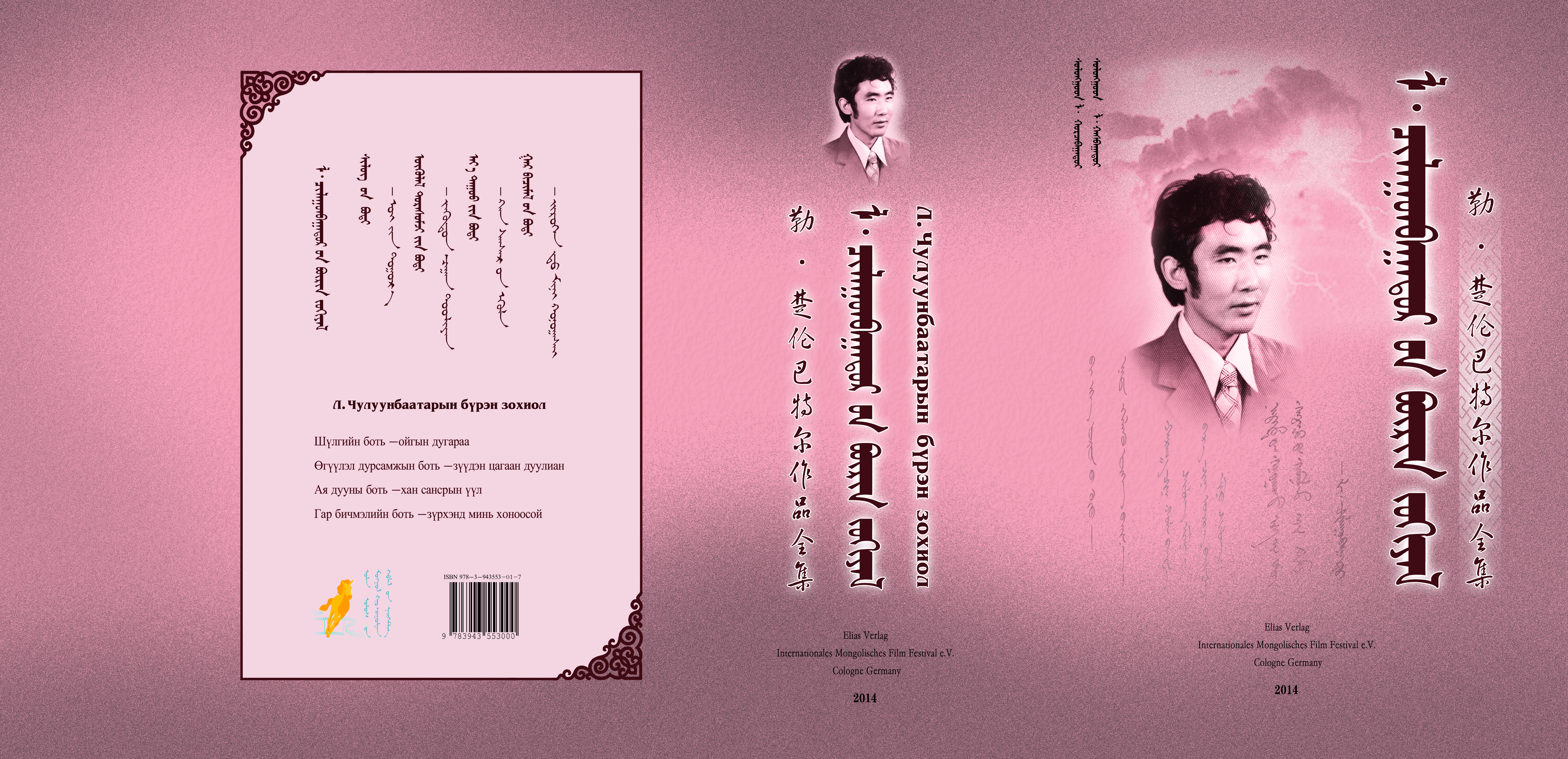
Mongolische Gedichte

- Vol. I. Gedichte „Sonate der Gedanken“ S. 418. Шүлийн боть –өйгын дугараа.
- Vol. II. Beiträge „Der Traum von weißen Regen“ S. 609. Өгүүлэл дурсамжын боть –зүүдэн цагаан дуулиан.
- Vol. III. Lieder und Noten „Wolken des blauen Himmels“ S. 397. Ая дууны боть –хан сансрын үүл.
- Vol. IV. Manuskripte „Originale Handschriften“ S. 504. Гар бичимэлийн боть –зүрхэнд тинь хоноосой